# Jeździectwo na Letnich Igrzyskach Olimpijskich 2016
Jeździectwo na Letnich Igrzyskach Olimpijskich 2016 rozegrane zostanie między 7 a 19 sierpnia 2016 w National Equestrian Center. W turnieju olimpijskim rozegrane zostanie sześć konkurencji.

## Kwalifikacje
Zasady kwalifikacji
- Ujeżdżenie:
  - W zawodach drużynowych zakwalifikować można się poprzez Światowe Igrzyska Jeździeckie (trzy miejsca) i mistrzostwa kontynentów (trzy miejsca dla Europy, po jednym miejscu dla pozostałych kontynentów). Ostatnie miejsce jest przeznaczone dla gospodarza Igrzysk Olimpijskich.
  - W zawodach indywidualnych automatyczną kwalifikację otrzymują członkowie drużyn zakwalifikowanych do zawodów drużynowych. Dodatkowe miejsca otrzymają zwycięzcy mistrzostw Ameryki Północnej, Ameryki Południowej, Afryki i Azji. Dziesięć miejsc zostanie przyznanych na podstawie rankingu z 6 marca 2016. Ostatnie sześć miejsc stanowić będą "dzikie karty".
  - Jeżeli dany kraj nie zakwalifikuje się do zawodów drużynowych, ale będzie mieć co najmniej trzech przedstawicieli w zawodach indywidualnych, to otrzyma możliwość startu w zawodach drużynowych.
- WKKW:
  - W zawodach drużynowych zakwalifikować można się poprzez Światowe Igrzyska Jeździeckie (sześć miejsc) i mistrzostwa kontynentów (dwa miejsca dla Europy, jedno miejsce dla Ameryki, jedno miejsce dla Azji i Oceanii). Ostatnie miejsce jest przeznaczone dla gospodarza Igrzysk Olimpijskich.
  - W zawodach indywidualnych automatyczną kwalifikację otrzymują członkowie drużyn zakwalifikowanych do zawodów drużynowych. Trzynaście miejsc zostanie przyznanych na podstawie rankingu z 6 marca 2016. Ostatnie osiem miejsc stanowić będą "dzikie karty".
- Skoki:
  - W zawodach drużynowych zakwalifikować można się poprzez Światowe Igrzyska Jeździeckie (pięć miejsc), europejskie pokazy skoków (trzy miejsca) i mistrzostwa kontynentów (po jednym miejscu dla każdego kontynentu).
  - W zawodach indywidualnych automatyczną kwalifikację otrzymują członkowie drużyn zakwalifikowanych do zawodów drużynowych. Sześć miejsc otrzymają zwycięzcy Igrzysk Panamerykańskich, jedno miejsce otrzyma zwycięzca kwalifikacji azjatyckich. Cztery miejsca zostaną przyznane na podstawie rankingu z 6 marca 2016. Ostatnie cztery miejsca stanowić będą "dzikie karty".

| Państwo           | Indywidualnie | Indywidualnie | Indywidualnie | Drużynowo  | Drużynowo | Drużynowo | Suma |
| Państwo           | Ujeżdżenie    | WKKW          | Skoki         | Ujeżdżenie | WKKW      | Skoki     | Suma |
| ----------------- | ------------- | ------------- | ------------- | ---------- | --------- | --------- | ---- |
| Argentyna         |               |               | 4             |            |           | X         | 4    |
| Australia         | 4             | 4             | 4             | X          | X         | X         | 12   |
| Austria           | 1             |               |               |            |           |           | 1    |
| Belgia            | 1             | 2             | 2             |            |           |           | 5    |
| Brazylia          | 4             | 4             | 4             | X          | X         | X         | 12   |
| Kanada            | 2             | 4             | 4             |            | X         | X         | 10   |
| Chile             |               | 1             |               |            |           |           | 1    |
| Chiny             |               | 1             |               |            |           |           | 1    |
| Kolumbia          |               |               | 2             |            |           |           | 2    |
| Dania             | 4             |               |               | X          |           |           | 4    |
| Dominikana        | 1             |               |               |            |           |           | 1    |
| Ekwador           |               | 1             |               |            |           |           | 1    |
| Egipt             |               |               | 1             |            |           |           | 1    |
| Finlandia         |               | 1             |               |            |           |           | 1    |
| Francja           | 4             | 4             | 4             | X          | X         | X         | 12   |
| Niemcy            | 4             | 4             | 4             | X          | X         | X         | 12   |
| Wielka Brytania   | 4             | 4             | 4             | X          | X         | X         | 12   |
| Irlandia          | 1             | 4             | 1             |            | X         |           | 6    |
| Włochy            | 1             | 4             | 1             |            | X         |           | 6    |
| Japonia           | 4             | 2             | 4             | X          |           | X         | 10   |
| Meksyk            | 1             |               |               |            |           |           | 1    |
| Maroko            |               |               | 1             |            |           |           | 1    |
| Holandia          | 4             | 4             | 4             | X          | X         | X         | 12   |
| Nowa Zelandia     | 1             | 4             |               |            | X         |           | 5    |
| Palestyna         | 1             |               |               |            |           |           | 1    |
| Peru              |               |               | 1             |            |           |           | 1    |
| Polska            |               | 1             |               |            |           |           | 1    |
| Portugalia        |               |               | 1             |            |           |           | 1    |
| Portoryko         |               | 1             |               |            |           |           | 1    |
| Katar             |               |               | 4             |            |           | X         | 4    |
| Rosja             | 2             | 3             |               |            | X         |           | 5    |
| Południowa Afryka | 1             |               |               |            |           |           | 1    |
| Korea Południowa  | 1             |               |               |            |           |           | 1    |
| Hiszpania         | 4             | 1             | 4             | X          |           | X         | 9    |
| Szwecja           | 4             | 4             | 4             | X          | X         | X         | 12   |
| Szwajcaria        | 1             | 2             | 4             |            |           | X         | 7    |
| Chińskie Tajpej   |               |               | 1             |            |           |           | 1    |
| Turcja            |               |               | 1             |            |           |           | 1    |
| Ukraina           | 1             |               | 4             |            |           | X         | 5    |
| Stany Zjednoczone | 4             | 4             | 4             | X          | X         | X         | 12   |
| Urugwaj           |               |               | 1             |            |           |           | 1    |
| Wenezuela         |               |               | 2             |            |           |           | 2    |
| Zimbabwe          |               | 1             |               |            |           |           | 1    |
| Suma: 43 państwa  | 60            | 65            | 75            | 11         | 13        | 15        | 200  |

## Medaliści
| Konkurencja              | Złoto              | Rezultat | Srebro            | Rezultat | Brąz                   | Rezultat |
| Skoki indywidualnie      | Nick Skelton       | 0        | Peder Fredricson  | 0        | Eric Lamaze            | 4        |
| Skoki drużynowe          | Francja            | 3        | Stany Zjednoczone | 5        | Niemcy                 | 8        |
| Ujeżdżenie indywidualnie | Charlotte Dujardin | 93,857   | Isabell Werth     | 89,071   | Kristina Boring-Sprehe | 87,142   |
| Ujeżdżenie drużynowe     | Niemcy             | 82,577   | Wielka Brytania   | 77,937   | Stany Zjednoczone      | 76,363   |
| WKKW indywidualnie       | Michael Jung       | 40,9     | Astier Nicolas    | 48       | Phillip Dutton         | 51,8     |
| WKKW drużynowo           | Francja            | 169      | Niemcy            | 172,8    | Australia              | 175,3    |

## Tabela medalowa
| Miejsce | Państwo           | Złoto | Srebro | Brąz | Razem |
| ------- | ----------------- | ----- | ------ | ---- | ----- |
| 1.      | Niemcy            | 2     | 2      | 2    | 6     |
| 2.      | Francja           | 2     | 1      | 0    | 3     |
| 2.      | Wielka Brytania   | 2     | 1      | 0    | 3     |
| 4.      | Stany Zjednoczone | 0     | 1      | 2    | 3     |
| 5.      | Szwecja           | 0     | 1      | 0    | 1     |
| 6.      | Australia         | 0     | 0      | 1    | 1     |
| 6.      | Kanada            | 0     | 0      | 1    | 1     |
|         | Razem             | 6     | 6      | 6    | 18    |